# Parlamento Federal de Bélgica
El Parlamento Federal es la denominación con que la constitución belga se refiere al parlamento bicameral que ejerce en este reino el poder legislativo a nivel federal. Está compuesto por una Cámara de Representantes (cámara baja) y un Senado (cámara alta). Cuando ambas cámaras co-legisladoras se convocan conjuntamente (en las situaciones constitucionalmente previstas, siempre para resolver cuestiones relativas al Trono) se constituyen en Cámaras Reunidas del Parlamento federal.
Aunque tradicionalmente el sistema político belga constituía una forma de bicameralismo perfecto o simétrico, en el que ambas cámaras ejercían la función legislativa en igualdad de condiciones, desde las reformas constitucionales en vigor desde 1995 que abrieron la vía del actual y complejo federalismo belga, el modelo se ha decantado visiblemente por un mayor poder para la Cámara de Representantes. Aun así, existen áreas legislativas en las que las facultades de ambas cámaras permanecen idénticas; así, las leyes de cooperación entre el Estado, las comunidades y las regiones, las que aprueban tratados internacionales, las de organización del poder judicial, el Consejo de Estado o el tribunal constitucional.
La sede del Parlamento federal belga se encuentra en el Palacio de la Nación de Bruselas.
- Datos: Q1137059
- Multimedia: Federal Parliament of Belgium / Q1137059